# Opopaea calona
Opopaea calona là một loài nhện trong họ Oonopidae.
Loài này thuộc chi Opopaea. Opopaea calona được Arthur M. Chickering miêu tả năm 1969.